# Yusuke Segawa
Yusuke Segawa (瀬川 祐輔, Segawa Yusuke), né le 7 février 1994, est un footballeur japonais.

## Biographie
Segawa commence sa carrière professionnelle en 2016 avec le club du Thespakusatsu Gunma, club de J2 League. En 2017, il est transféré au Omiya Ardija, club de J1 League. En 2018, il est transféré au Kashiwa Reysol. Avec ce club, il atteint la finale de la Coupe de la Ligue japonaise 2020.